# Ланьчжоуский метрополитен
Ланьчжоуский метрополитен (кит. 兰州轨道交通) — действующая с 2019 года система метро в городе Ланьчжоу (Китай). На всех станциях установлены платформенные раздвижные двери.

## История

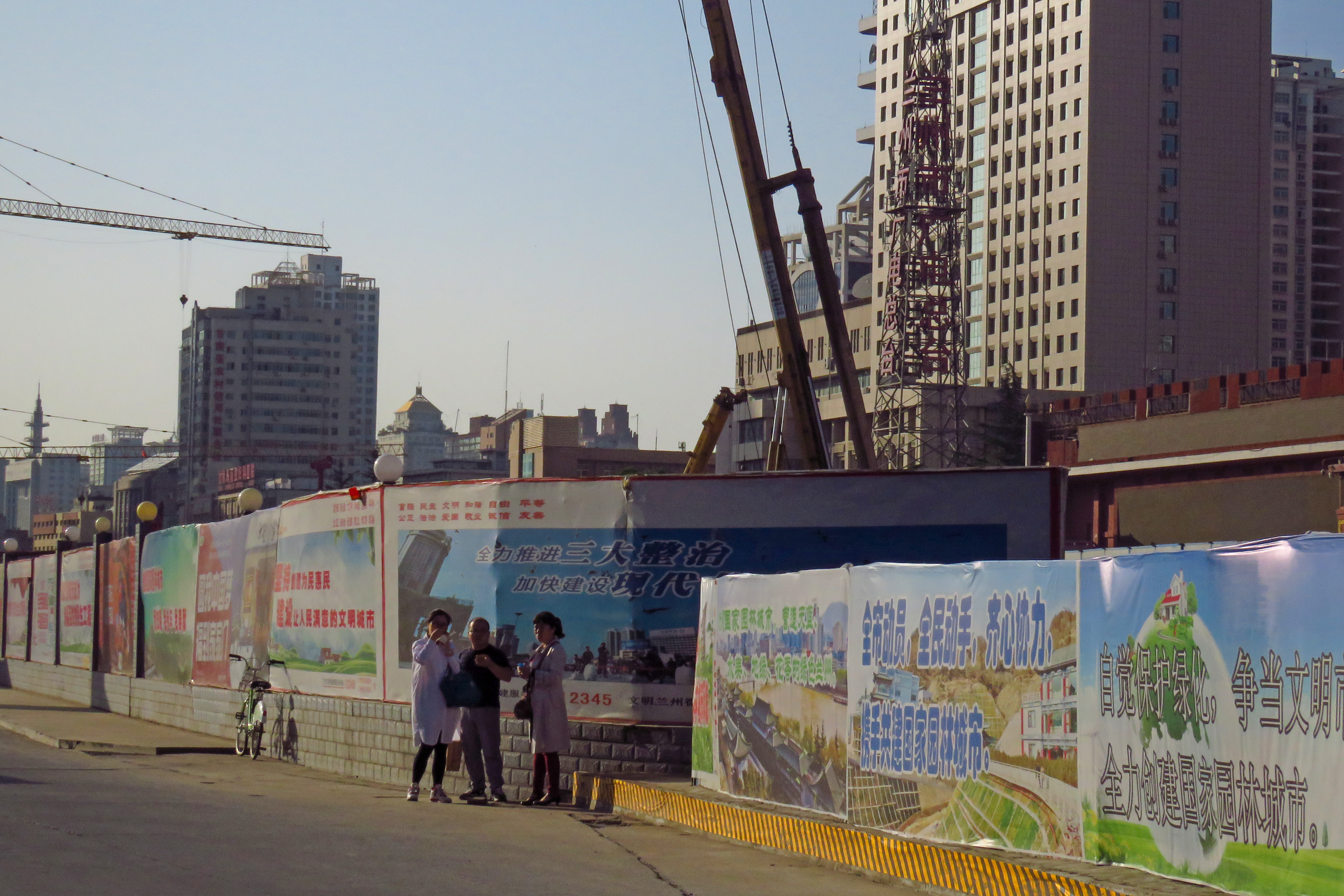
Сооружение

Создание метро утверждено в июне 2012 года, подготовка к сооружению начата 9 июля 2012 года.
Строительство начато 28 марта 2014 года.
В октябре 2016 года доставлены первые два поезда.
Открытие Линии 1 длиной 26,8 км с 20 станциями состоялось 23 июня 2019 года.

## Система
В настоящий момент работают две линии общей длиной 35,9 км с 29 станциями и стоимостью сооружения 23 млрд юаней. Затем планируется их продление и сооружение ещё одной городской линии и двух линий до пригородов. Система будет иметь 3 городские линии длиной 90 км и 2 пригородные линии длиной 117 км. В дальней перспективе сеть будет иметь 13 городских и пригородных линий.

### Линии
- Линия 1 (синяя) — 1-й участок открылся 23 июня 2019 года с 26,8 км, 20 станций. После планируемого позже открытия 2-го участка будет иметь 34 км, 24 станции.
- Линия 2 (красная) — 1-й участок открылся 29 июня 2023 года с 9,1 км, 9 станциями. После планируемого позже открытия 2-го участка будет иметь 32 км, 29 станций.
- Линия 3 (оранжевая) — перспективная, с разветвлением на одном конце. Будет иметь 19 км, 14 станций, затем 24 км, 20 станций.
- Линия 4 (зелёная) — перспективная, в пригороды. Будет иметь 27 км, 11 станций, затем 46 км, 18 станций.
- Линия 5 (фиолетовая) — перспективная, в пригороды и аэропорт, с разветвлением на одном конце. Будет иметь 71 км, 14 станций.